# Only God Forgives
Only God Forgives er en thrillerfilm fra 2013, skrevet og instrueret af Nicolas Winding Refn og med skuespillerne Ryan Gosling og Kristin Scott Thomas i hovedrollerne. Filmen blev optaget i Bangkok i Thailand.

## Handling
Ifølge produktions synopsis, følger filmen Julian (Ryan Gosling), der driver en thailandsk bokseklub som frontorganisation for sin families narkosmuglings drift, da han tvinges af sin mor Jenna til at finde og dræbe den enkelte ansvarlige for sin brors nylige død.

## Medvirkende
| Skuespiller                | Rolle       | Noter |
| -------------------------- | ----------- | --- |
| Ryan Gosling               | Julian      | En englænder, der bor i Bangkok og "er en respekteret figur i den kriminelle underverden" – ifølge filmens synopsis. Gosling havde trænet thaiboxing som forberedelse til rollen. Gosling og Refn havde arbejdet sammen på filmen Drive (2011). |
| Kristin Scott Thomas       | Crystal     | Julians mor, der i filmens synopsis er beskrevet som "en nådesløs og skræmmende mafia gudmor." Scott Thomas blev castet til rollen i maj 2011.                                                                                                  |
| Tom Burke                  | Billy       | Julians bror |
| Rathar Phongam (Yaya-Ying) | Mai         | En prostitueret som er i forbindelse med Julian |
| Vithaya Pansringarm        | Chang       | |
| Sahajak Boonthanakit       | Pol Col KIM | |
| Gordon Brown               | Gordon      | Gordon Brown har tidligere haft cameoroller i Refns film Bronson (2008) og Valhalla Rising (2009). |
| Joe Cummings               | bargæst     | |
| Oak Keerati                | portør      | |

## Produktion
Nicolas Winding Refn har udtalt, at "[han] fra begyndelsen, havde ideen om en thriller fremstillet som en westernfilm i Fjernøsten og med en moderne cowboy helt." Han planlagde oprindeligt at instruere Only God Forgives direkte efter Valhalla Rising (2009), men han accepterede Goslings anmodning om at instruere Drive (2011) i stedet. Gosling har beskrevet manuskriptet af Only God Forgives som "det mærkeligste, jeg nogensinde har læst." Ligesom Drive er Only God Forgives stort set optaget kronologisk og scener blev ofte redigeret den dag, de blev optaget.
Optagelser fra en scene af filmen blev vist ved Filmfestivalen i Cannes i 2012. Nicolas Winding Refn henledte en forbindelse mellem Only God Forgives og Drive, da han udtalte, at "[Only God Forgives] er meget en fortsættelse af dette sprog"—"det er baseret på virkelige følelser, men sat i en forstærket realitet. Det er et eventyr."